# Doubs (dipartimento)
Il Doubs (AFI: /du/, ) è un dipartimento francese della regione Borgogna-Franca Contea (Bourgogne-Franche-Comté). Confina con i dipartimenti del Giura a sud-ovest, dell'Alta Saona a nord-ovest e del Territorio di Belfort a nord-est. A sud-est confina con la Svizzera: cantoni Giura, Neuchâtel e Vaud.
Le principali città, oltre al capoluogo Besançon, sono Montbéliard e Pontarlier.

## Storia
Già all'inizio del Duecento la popolazione residente nel nord parlava la Lingua francoconteese, una variante della Lingua d'oïl, mentre a sud si parlava la Lingua francoprovenzale. Entrambe hanno convissuto nei secoli insieme al francese, lingua ufficiale, e sono tuttora in uso anche se non di uso comune.
La posizione che aveva rendeva Doubs una buona via d'accesso per la Svizzera attraverso il passo presso la città di Joux il cui castello ha ospitato prigionieri famosi fra cui Honoré Gabriel Riqueti de Mirabeau, Toussaint Louverture e Heinrich von Kleist.
Doubs è uno degli 83 dipartimenti originari creati durante la Rivoluzione francese il 4 marzo 1790, nel 1793 vi venne aggiunto il territorio di Mandeure. Il dipartimento negli anni, attraverso guerre e varie amministrazioni ebbe alterne fortune, ma tornò in auge nel 1816 quando vi si aggiunse il comune di Montbéliard, mentre due anni prima, in ottemperanza al Trattato di Parigi il territorio di Le Cerneux-Péquignot andò alla Svizzera.
Dalla sconfitta alla Battaglia di Waterloo fino al novembre del 1818 Doubs passò in mano agli austriaci.